# Bergerac
Bergerac település Franciaországban, Dordogne megyében. Lakosainak száma 26 852 fő (2022. január 1.). Bergerac Eyraud-Crempse-Maurens, Monbazillac, Colombier, Cours-de-Pile, Creysse, Ginestet, Lembras, Saint-Laurent-des-Vignes, Prigonrieux és Saint-Nexans községekkel határos.

## Népesség
A település népességének változása:
| Lakosok száma | 27 165 | 26 832 | 26 899 | 27 716 | 28 063 | 27 419 | 26 833 | 26 693 | 26 360 | 26 852 |
|               | 1968   | 1982   | 1990   | 2006   | 2013   | 2015   | 2017   | 2019   | 2020   | 2022   |